# عبدالوهاب کیاکجوری
عبدالوهاب کیاکجوری سیاست‌مدار ایرانی بود، که در  دوره بیست و دوم و دوره بیست و سومبه عنوان نمایندهٔ نوشهر در مجلس شورای ملی حضور داشت.